# Ergasilus turgidus
Ergasilus turgidus är en kräftdjursart som beskrevs av John Fraser 1920. Ergasilus turgidus ingår i släktet Ergasilus och familjen Ergasilidae. Inga underarter finns listade i Catalogue of Life.